# 厄達爾 (明尼蘇達州)
厄達爾（英語：Erdahl）是位於美國明尼蘇達州格蘭特縣厄達爾鎮區的一個非建制地區。

## 歷史
厄達爾於1887年成立。1883年設立郵局，其後於1954年停運。

## 地理
厄達爾所處的海拔為高於海平面386米（即1266英呎），而該地所採用的時區為UTC-6，即北美中部時區（CST）。同時該地設有夏令時間，為UTC-6調快一小時，即UTC-5（CDT）。